# コイドッグ
コイドッグ（英：Coydog）とは、アメリカ合衆国原産の野生の犬種である。コヨーテとイエイヌの自然交雑したものがもととなり、一つの固定した種として発展したものである。
1930年代に初めて目撃され、1960年代に仔犬が発見され、綿密な調査によってコヨーテとイエイヌが自然下で交雑し、その子孫が独自に進化して固定されて出来た品種であると判定された。コヨーテに似ているが、オオカミやイエイヌの特徴もある程度持つ。